# Adriaantje Hollaer

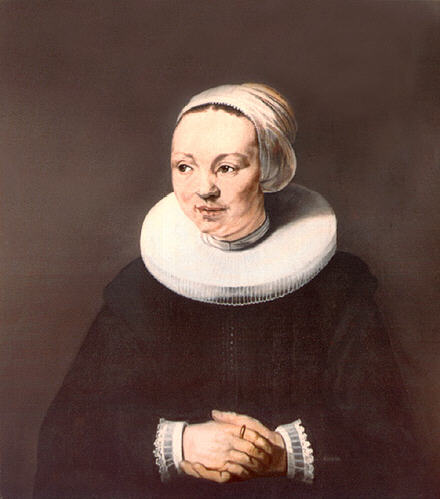
Hochzeitsporträt von Adriaantje Pieters Hollaer

Adriaantje Pieters Hollaer (* 1610 in Rotterdam; † 31. März 1693 ebenda) war eine niederländische Geschäftsfrau. Sie wurde durch ihr Eheportrait bekannt, welches von 1947 bis 1950 auf der niederländischen 100-Gulden-Banknote abgebildet war.

## Leben

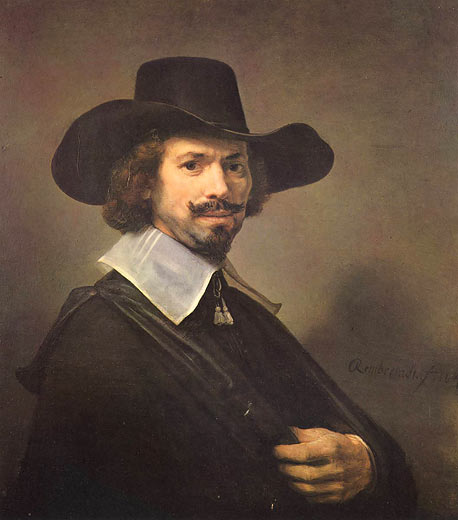
Hochzeitsporträt von Hendrik Martensz. Sorgh

Adriaantje Hollaer wurde 1610 in Rotterdam als Tochter von Pieter Jacobs Hollaer (1566–um 1627) einem Händler aus Delftshaven und Ingetje Rochusdr geboren. Ihre Schwester war mit dem Maler und Kunsthändler Crijn Volmarijn verheiratet. Am 20. Februar 1633 heiratete sie den Geschäftsmann und Maler Hendrik Martensz. Sorgh. Anlässlich dieser Verbindung wurden korrespondierende Hochzeitsporträts angefertigt, die zunächst Rembrandt van Rijn zugeschrieben worden waren, jedoch vermutlich nur aus seiner Werkstatt stammten und von Carel Fabritius gemalt worden waren. Das Paar hatte fünf Kinder, von denen ein Sohn und eine Tochter früh starben. Ihre Tochter Ingertje heiratete 1663 und Maria 1669. Der Sohn Marten wurde Seidenhändler in Amsterdam. Nachdem ihr Mann 1670 verstorben war, führte Adriaantje Hollaer das Leinengeschäft der Familie alleine weiter. Sie starb 1693 in Rotterdam.